# Piracanjuba (kommun)
Piracanjuba är en kommun i Brasilien.   Den ligger i delstaten Goiás, i den sydöstra delen av landet, 210 km sydväst om huvudstaden Brasília. Antalet invånare är 24 033.
Följande samhällen finns i Piracanjuba:
- Piracanjuba

Omgivningarna runt Piracanjuba är huvudsakligen savann. Runt Piracanjuba är det glesbefolkat, med 9 invånare per kvadratkilometer.